# Alei
Der 858 km lange Alei (russisch Але́й; auch Alej) ist ein linker Nebenfluss des Ob in Sibirien (Russland, Asien).
Der Alei (im Oberlauf: Östlicher Alei, russisch Восто́чный Але́й/Wostotschny Alei) entspringt in den nordwestlichen Ausläufern des Altai an der Grenze zu Kasachstan. Im weiteren Verlauf durchfließt er stark mäandrierend die Steppen des nördlichen Altaivorlandes im Bereich der Region Altai und mündet beim Dorf Ust-Aleika, 55 km südlich von Barnaul in den Ob. Nahe der Mündung ist der Fluss ca. 70 m breit und 1,5 m tief.
Das Einzugsgebiet umfasst 21.100 km². Die mittlere monatliche Wasserführung bei Chabasino 46 km vor der Mündung beträgt 34,0 m³/s (im Februar nur durchschnittlich 3,5 m³/s, im Mai dagegen durchschnittlich 144,1 m³/s).
Der Alei gefriert von November bis April. Sein Wasser wird zur Bewässerung landwirtschaftlicher Nutzflächen verwendet.
Am Alei liegen die Städte Rubzowsk und Aleisk.